# 2001 en astronomie
| Années de l'astronomie : 1998 - 1999 - 2000 - 2001 - 2002 - 2003 - 2004    |
| Décennies de l'astronomie : 1970 - 1980 - 1990 - 2000 - 2010 - 2020 - 2030 |

## Astronomie

### Prix
- Prix Jules-Janssen : Roger Cayrel
- Médaille Bruce : Hans Albrecht Bethe

## Événements

### Avril
- 7 avril : lancement de 2001 Mars Odyssey par une fusée Delta II-7425.

### Juin
- 21 juin : éclipse solaire totale.

### Août
- 13 août : découverte de lunes d'Uranus : Ferdinand, Francisco et Trinculo.

### Octobre
- 15 octobre : la sonde spatiale Galileo passe à 180 km de la lune de Jupiter, Io.

### Décembre
- 9 décembre : découverte de lunes de Jupiter : Aitné, Calé, Eurydomé, Hermippé et Spondé.
- 10 décembre : découverte d'une lune de Jupiter : Autonoé.
- 11 décembre : découverte de lunes de Jupiter : Euanthé, Euporie, Orthosie, Pasithée et Thyoné.
- 14 décembre : éclipse solaire annulaire.